# Letsbuyit.com
Letsbuyit.com var ett svenskt e-handelsföretag som uppkom under IT-bubblan och vars affärsmodell var att ge lägre pris genom att kunder köpte produkter tillsammans. Företaget grundades av Johan Staël von Holstein 1999 och gick i konkurs 2001. Namnet har sedan köpts ut och används av ett tyskt e-handelsföretag.